# Potez XXV
Potez XXV (Potez 25) – francuski samolot liniowy, zaprojektowany i zbudowany w 1924 roku we francuskiej wytwórni lotniczej Avions Henri Potez.

## Historia

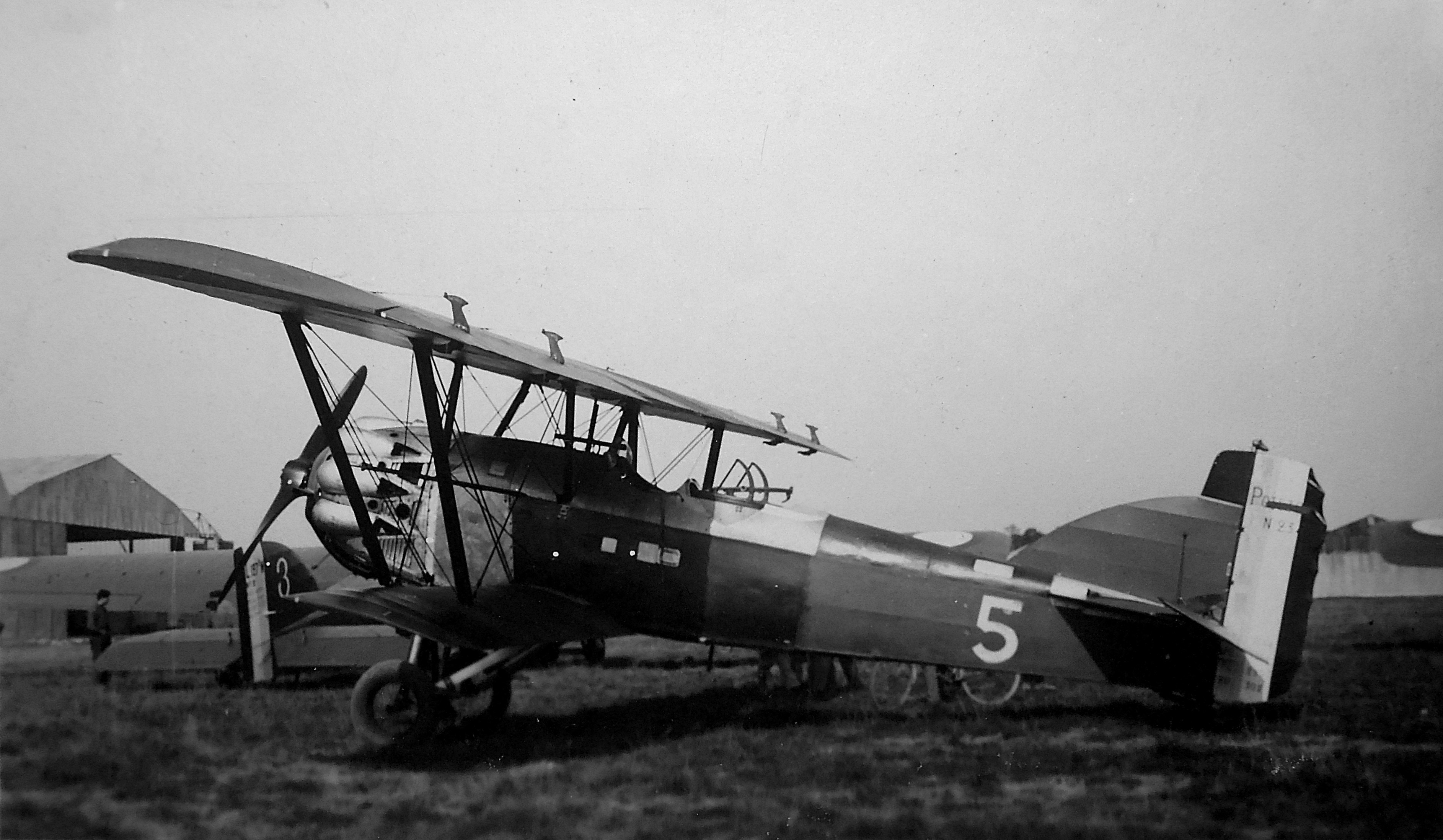
Potez 25 A.2 z silnikiem Salmson

W 1924 roku we francuskiej wytwórni lotniczej Avions Henri Potez zbudowano prototyp samolotu liniowego Potez XXV. Prototyp ten stanowił rozwinięcie konstrukcji poprzedniego samolotu skonstruowanego przez inż. Henri Poteza – Potez XV. 
Od swojego poprzednika różnił się on przede wszystkim mocniejszym silnikiem i układem płatów – zamiast klasycznego dwupłata wykonano go w układzie półtorapłata. Był on również szybszy i zwrotniejszy. Przed silnikiem znajdowała się chłodnica czołowa, wyposażona w regulację wlotu powietrza. Podwozie było klasyczne dwugoleniowe z łamanymi półośkami. Golenie sztywne wykonano z rur duralowych o przekroju kropelkowym.
W maju 1925 roku prototyp przeszedł próby w Service Technique d'Aeronautique (francuski instytut badań techniki lotniczej) i uzyskał dobra opinię co do konstrukcji i właściwości pilotażowych oraz osiągów. Po tych badaniach wprowadzono go do produkcji seryjnej. 
Dużą reklamę samolotowi Potez XXV przyniosły przeloty o długości: 7400 km w rajdzie europejskim oraz 6500 km w rajdzie śródziemnomorskim, a także przelot do Teheranu na trasie o długości 13080 km.  Takie osiągnięcia spowodowały, że do zakładów Avions Henri Potez wpłynęły liczne zamówienia z wielu krajów; m.in. Belgii, Brazylii, Estonii, Finlandii, Grecji, Hiszpanii, Japonii, Jugosławii, Polski, Portugalii, Rumunii, Turcji i ZSRR.
Ogółem we Francji wyprodukowano ok. 2500 samolotów Potez XXV.

## Produkcja samolotów Potez XXV w Polsce

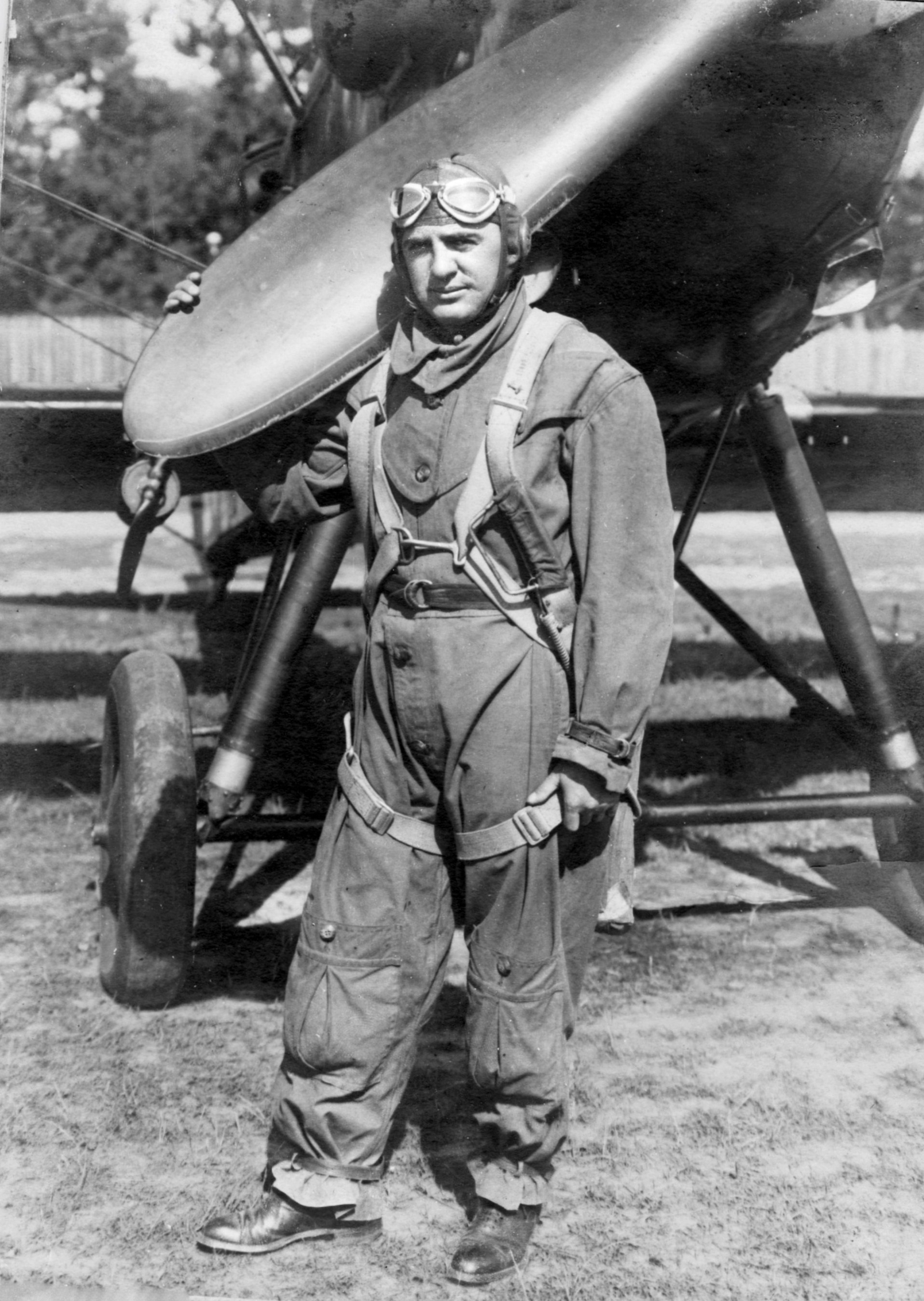
Pilot 1 Pułku Lotniczego w Warszawie, Mieczysław Halicki przy samolocie Potez XXV

W sierpniu 1925 roku Polska zakupiła w wytwórni Avions Henri Potez licencję na budowę samolotu Potez XXV. Po odbiór dokumentacji technicznej samolotu Potez XXV wysłano inż. Ryszarda Bartla z wytwórni lotniczej „Samolot” z Poznania, gdzie zamierzano te samoloty produkować. Jednak ostatecznie budowę samolotów zlecono Podlaskiej Wytwórni Samolotów (PWS) w Białej Podlaskiej oraz Zakładom Mechanicznym E. Plage i T. Laśkiewicz w Lublinie. 
Pierwsze egzemplarze samolotów Potez XXV wyprodukowane na licencji w Polsce skierowano w 1928 roku do prób w Instytucie Badań Technicznych Lotnictwa w Warszawie. Samoloty te przeszły wszechstronne próby w locie. Potwierdziły one właściwą jakość samolotów wytwarzanych w obu wytwórniach, dobrą wytrzymałość konstrukcji i odpowiednie właściwości pilotażowe. W celu poprawy walorów konstrukcyjnych i osiągów samolotów Potez XXV skierowano do wytwórni szereg sugestii.
Jedną z nich była propozycja wprowadzenia odciążenia aerodynamicznego lotek za pomocą skrzydełek oporowych. Skrzydełka takie, w postaci dodatkowych powierzchni nastawianych pod odpowiednim kątem i umieszczanych na wysięgnikach nad lotkami, zaprojektował w 1928 roku w Podlaskiej Wytwórni Samolotów inż. Antoni Uszacki. Po zamontowaniu ich na lotkach na jednym z samolotów Potez XXV i uzyskaniu dobrych wyników w locie w skrzydełka tego rodzaju wyposażono szereg samolotów seryjnych tego typu, w związku z czym ich sterowanie stało się łatwiejsze.
Druga sugestia zmierzała do zmodyfikowania konstrukcji górnego płata przez zamontowanie na jego krawędzi natarcia skrzeli – urządzeń poprawiających własności lotne samolotu, a w szczególności start i lądowanie. 

Silnik Lorraine Dietrich 12 Eb eksponowany w MLP w Krakowie

Trzecią najbardziej znaczącą zmianą w samolotach Potez XXV produkowanych w Polsce było zastosowanie w nich nowych silników, polskiej produkcji, co wiązało się z brakiem oryginalnych silników Lorraine-Dietrich 12Eb. Był to silnik gwiazdowy PZL Bristol Jupiter VIIF o większej mocy od używanego oryginalnego silnika. Zamontowania silników gwiazdowych na 47 samolotach Potez XXVA2 po nieznacznej przebudowie ich przedniej części kadłuba podjęła się w 1936 roku Lubelska Wytwórnia Samolotów. Podczas tej przebudowy wzorowano się na rozwiązaniach stosowanych przy samolotach myśliwskich PZL P.7a. Samoloty te nazwano Potez XXV Jupiter.
Samolot ten był produkowany w Polsce na licencji w latach 1928–1931. Ostatecznie wyprodukowano ich łącznie 300 sztuk w dwóch wersjach: klasycznej rozpoznawczej Potez XXVA2 i kombinowanej rozpoznawczo-bombowej Potez XXVB2. Dodatkowo ta ostatnia wersja dzieliła się na typu: typ I – dalekiego rozpoznania, typ II – bliskiego rozpoznania, typ III – bojowego rozpoznania i typ IV – dziennego bombardowania.

## Użycie w lotnictwie
Samolot Potez XXV od drugiej połowy 1925 roku był sukcesywnie wprowadzany do lotnictwa francuskiego.
Samoloty te pod koniec lat dwudziestych i na początku trzydziestych stanowiły standardowe wyposażenie eskadr liniowych, rozpoznawczych i rozpoznawczo-bombowych Francji i dwudziestu innych krajów. 

## Użycie w lotnictwie polskim
W sierpniu 1925 roku podpisano we Francji umowę na dostawę 35 samolotów Potez XXV dla lotnictwa polskiego oraz zakupiono licencję na ich produkcję w Polsce. Pierwsze z zakupionych samolotów dotarły do Polski pod koniec 1927 roku. Do 6 grudnia 1928 roku sprowadzono 6 samolotów Potez XXV. Trzy z tych samolotów w sierpniu 1928 roku wzięły udział w II Locie Małej Entanty i Polski, a w czerwcu 1928 roku w tzw. Locie Bałkańskim na trasie: Rumunia–Jugosławia–Bułgaria–Turcja. 
Następne 10 samolotów Potez XXV przybyło do Polski w 1929 roku. Brały one udział w maju 1929 roku w pokazach lotniczych w Vincennes i w czerwcu 1929 roku w zlocie w Reims. Ostatecznie zamiast zamówionych 35 samolotów Polska otrzymała tylko 16 gotowych samolotów Potez XXV.

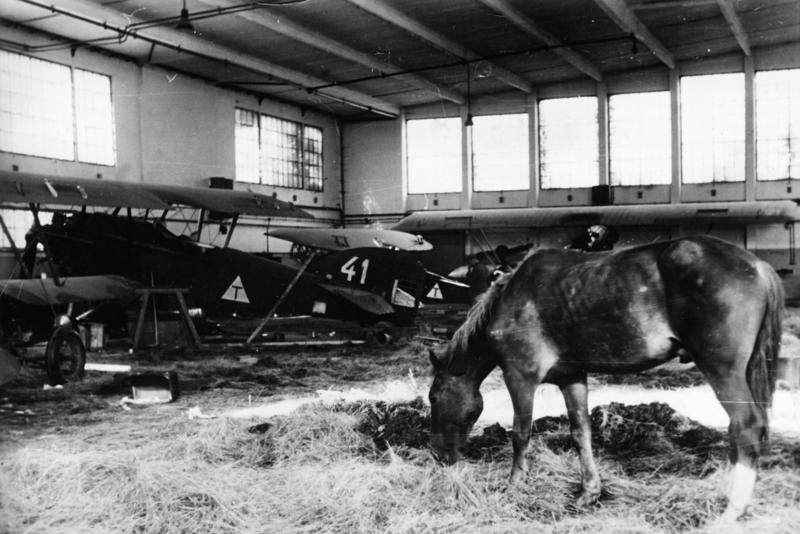
Potez XXV w hangarze, Warszawa, październik 1939 r.

Samoloty liniowe Potez XXV stosowano w polskich eskadrach liniowych w latach 1928–1936, do czasu wprowadzenia do użycia samolotów PZL.23 Karaś. Samoloty Potez XXVA2 Jupiter znalazły się w Centrum Wyszkolenia Lotniczego CWL-1 w Dęblinie, CWL-2 w Bydgoszczy oraz w eskadrach treningowych pułków lotniczych. 
Płat Poteza XXV był wykorzystany do konstrukcji Poteza XXVII (o gorszych osiągach - kadłub i zespół napędowy pochodził ze starszego Poteza XV). Wersja ta była produkowana tylko w Polsce. 
Od 1938 roku samoloty Potez XXV znajdowały się w zasadzie tylko w szkołach lotniczych, wyjątkiem była utworzona 5 listopada 1929 roku eskadra dwumiejscowych myśliwców nocnych w 1 pułku lotniczym w Warszawie złożona z 10 samolotów Potez XXVMN2, zlikwidowana dopiero w marcu 1939 roku. Eskadra ta miała być użyta do osłony nocnych wypraw bombowców Fokker F-VIIB/3m oraz do zwalczania nocnych akcji samolotów wroga.
W wojnie obronnej Polski we wrześniu 1939 roku samoloty Potez XXV jako samoloty przestarzałe nie odegrały większej roli. 4 września 1939 roku piloci z Centrum Wyszkolenia Lotniczego w Dęblinie utworzyli z samolotów Potez XXV Jupiter pluton rozpoznawczy i prowadzili rozpoznanie w rejonie Radomia, Iłży, Puław i Dęblina na korzyść  Warszawskiej Brygady Pancerno-Motorowej. 
Niewykorzystaniem potencjału tych samolotów było ich nieużycie w roli nocnych bombowców. Samoloty do tej roli się nadawały, miały wystarczające osiągi do bombardowania celów taktycznych, ich silniki „Jupiter” były niezużyte, płatowce były po przeglądzie. Kilka lat później w roli bombowców nocnych użyła Armia Czerwona szkolnych dwupłatowców Po-2. Jednak w całej kampanii wrześniowej lotnictwo nocne nie było użyte, mimo dobrego przeszkolenia polskich załóg do lotów nocnych. Kilka samolotów Potez XXV pod koniec września 1939 roku skierowano do 13 Eskadry Obserwacyjnej, były one jednak niesprawne i nie nadawały się do lotów.

## Opis konstrukcji
Samolot Potez XXV był dwumiejscowym samolotem liniowym, półtorapłatem o konstrukcji mieszanej w przeważającej części drewnianej, kabiny odkryte. Podwozie klasyczne – stałe. Napęd – 1 silnik rzędowy, śmigło dwułopatowe, drewniane.
Uzbrojenie strzeleckie stanowiły trzy karabiny maszynowe, które mogły być stosowane różne w zależności od użytkownika. W polskiej służbie był to jeden zsynchronizowany karabin maszynowy pilota Vickers wz. 09/18 kalibru 7,92 mm z zapasem 500 nabojów i podwójnie sprzężone karabiny maszynowe Vickers wz. F obserwatora kalibru 7,92 mm na obrotnicy z zapasem 970 nabojów w magazynkach bębnowych. W polskiej służbie samolot przenosił 4 bomby o masie do 50 kg na wyrzutnikach BB pod kadłubem lub 24 bomby o masie do 12,5 kg na wyrzutnikach ZK pod skrzydłami.

## Porównanie parametrów wersji samolotu Potez XXV
| Wersja                        | Potez XXV                                                      | Potez XXV Jupiter                                                  |
| Napęd                         | 1 silnik rzędowy Lorraine-Dietrich 12Eb o mocy 450 KM (331 kW) | 1 silnik gwiazdowy PZL Bristol Jupiter VIIF o mocy 490 KM (361 kW) |
| Rozpiętość (m)                | 14,14                                                          | 14,14                                                              |
| Długość (m)                   | 9,10                                                           | 9,20                                                               |
| Wysokość (m)                  | 3,60                                                           | 3,50                                                               |
| Masa własna (kg)              | 1330                                                           | 1500                                                               |
| Masa całkowita (w locie) (kg) | 1960                                                           | 2000                                                               |
| Prędkość maksymalna (km/h)    | 220                                                            | 220                                                                |
| Prędkość przelotowa (km/h)    | 175                                                            | 180                                                                |
| Prędkość wznoszenia (m/s)     | ?                                                              | 4                                                                  |
| Pułap (m)                     | 5500                                                           | 7200                                                               |
| Zasięg (km)                   | 480                                                            | 400                                                                |
| Załoga                        | 2                                                              | 2                                                                  |